# Відкритий чемпіонат Франції з тенісу 1969
Відкритий чемпіонат Франції з тенісу 1969  — тенісний турнір, що проходив на відкритих ґрунтових кортах Стад-Ролан-Гаррос у Парижі з 26 травня по 8 червня 1969 року. Це був 73-й Відкритий чемпіонат Франції та другий турнір Великого шолома в календарному році. 

## Результати фінальних матчів

### Дорослі
| Одиночний розряд. Чоловіки Докладніше |                               |                         |
| Род Лейвер                            | Кен Роузволл                  | 6–4, 6–3, 6–4           |
|                                       |                               |                         |
| Одиночний розряд. Жінки Докладніше    |                               |                         |
| Маргарет Корт                         | Енн Гейдон-Джонс              | 6–1, 4–6, 6–3           |
|                                       |                               |                         |
| Парний розряд. Чоловіки Докладніше    |                               |                         |
| Джон Ньюкомб Тоні Роч                 | Род Емерсон Род Лейвер        | 4–6, 6–1, 3–6, 6–4, 6–4 |
|                                       |                               |                         |
| Парний розряд. Жінки Докладніше       |                               |                         |
| Франсуаз Дюрр Енн Гейдон-Джонс        | Маргарет Корт Ненсі Річі      | 6–0, 4–6, 7–5           |
|                                       |                               |                         |
| Мікст Докладніше                      |                               |                         |
| Маргарет Корт Марті Ріссен            | Франсуаз Дюрр Жан-Клод Баркле | 6–3, 6–2                |
|                                       |                               |                         |

## Виноски
1. ↑  1969 Roland Garros - Men's Singles. ATP. Архів оригіналу за 23 березня 2014. Процитовано 22 серпня 2018.
2. 1 2 3 4 5  Bud Collins (2010). The Bud Collins History of Tennis (вид. 2nd). [New York]: New Chapter Press. с. 386–404. ISBN 978-0942257700.
3. 1 2 3  1969 French Open (PDF). WTA. Архів оригіналу (PDF) за 21 квітня 2014. Процитовано 22 серпня 2018.
4. ↑  1969 Roland Garros - Men's Doubles. ATP. Архів оригіналу за 23 березня 2014. Процитовано 22 серпня 2018.